# Bedsted (Tønder Kommune)
 Denne artikel omhandler byen Bedsted (Tønder Kommune). Der er også andre byer med dette navn, se Bedsted.
Bedsted (tysk: Bedstedt) er en by midt i Sønderjylland med 419 indbyggere  (2024), beliggende 18 km syd for Toftlund, 22 km vest for Aabenraa, 12 km øst for Løgumkloster og 23 km nordøst for Tønder. Byen hører til Tønder Kommune og ligger i Region Syddanmark.
Gennem det flade landskab omkring Bedsted løber Arnå. Den blev rettet ud i 1950'erne, hvorved Arndrup Mølledam forsvandt, men i 2005 blev åen genslynget.
Bedsted hører til Bedsted Sogn. I byens sydlige ende findes den hvidkalkede Bedsted Kirke, som ca. år 1175 afløste en tidligere trækirke.

## Faciliteter
Bedsted Centralskole blev taget i brug i 1962, og Bedsted Multihal blev opført ved skolen i 2002. Børnehaven Myretuen, der var oprettet som selvejende institution i 1988, blev i 2007 en kommunal institution og lagt sammen med Bedsted Skole under navnet Bedsted Børnecenter, som altså var aldersintegreret for børn i alderen 0-10 år. Tønder Kommune nedlagde Bedsted Skole i august 2011, men Bedsted Børnecenter fortsatte som aldersintegreret institution for børn i alderen 0-6 år. Lukningen af skolen betød, at beboerne i 2012 på samme adresse startede Bedsted Friskole, som skal have 0.-9. klasse og nu har 103 elever samt 42 børn i SFO'en.
Plejehjemmet Solgården blev indviet 21. november 1960 og suppleret med et dagcenter i 1973. Fra 2012 er det kun afdelingen Birkely, der fungerer som plejecenter, mens afdelingerne Skovly og Solen hører under kommunens socialområde og bruges til hhv. sindslidende og misbrugsdemente.
Alle sognets indbyggere er automatisk medlemmer af Bedsted Sogns Borgerforening, stiftet 1983. Byen har en række andre foreninger, bl.a. Bedsted Frivillige Brandværn, der blev stiftet i 1947 og i 1970 lagt under Løgumkloster Frivillige Brandværn som hjælpeværn. Bedsted Ungdoms- og Idrætsforening (BUIF), der er stiftet i 1941 ved sammenlægning af to foreninger, tilbyder fodbold, badminton og gymnastik på skolen og dens sportsplads eller i Klosterhallen i Løgumkloster. Desuden arrangerer foreningen dilettant. Byens mange foreninger omfatter også rideklub, spejdere og seniorklub.
Byen har købmand, pizzeria og køreskole. Der er 274 arbejdspladser i byen, bl.a. har det norskejede Sapa, der fremstiller rør og flerkammerprofiler i aluminium, en produktionsafdeling i Bedsted.

### Missions- og forsamlingshus
Missionshuset Bethesda blev indviet 25. november 1896 og er Sønderjyllands næstældste. Det benyttes af Indre Mission og de dertil knyttede religiøse foreninger i byen. Det er udvidet flere gange. En spejderhytte er opført i 1962. I en årrække fra 1974 blev der en uge i august afholdt bibelcamping i Bedsted. Byen kaldes i Sønderjylland ofte "missionsbyen". I 1986 var ca. 1/3 af byens husstande tilknyttet Indre Mission.
Forsamlingshuset blev opført 17. juli 1937 som et værn for danskheden. Det havde en stor sal til 250 personer og en lille sal, der havde plads til 50 personer eller kunne fungere som scene. Efter en brand i 1951 blev huset genopført og udvidet. Da skolen blev taget i brug, holdt det op med at være gymnastiksal, og også andre aktiviteter flyttede til skolen. Benyttelsen af huset nåede et lavpunkt i starten af 1970'erne, men da begyndte man at samle midler til en ombygning, der startede i 1977 med stor frivillig indsats. Huset er nu sognets fest- og mødelokale.

## Historie

### Treårskrigen
Guldaldermaleren Johan Thomas Lundbye døde ved et vådeskud 26. april 1848 på Arndrup Mølle 1 km syd for Bedsted. Ligesom en stor del af datidens yngre kunstnerkreds havde han meldt sig som frivillig i Treårskrigen. Han var soldat i 12 dage og nåede ikke at komme i kamp inden ulykken skete på møllens gårdsplads. En soldat fra et andet kompagni kom til at sparke til en gruppe geværer, der var stillet i pyramide, så de væltede og et skud gik af. Lundbye blev bragt til Bedsted, hvor han blev begravet, svøbt i et dannebrogsflag. Hans mor rejste i 1863 til Bedsted for at besøge sønnens grav, men døde under rejsen og blev begravet ved sin søns side. Foruden gravstenen blev der i 1923 rejst et mindesmærke for Lundbye ved Tønder-Haderslev landevejen. Det blev udført af Einar Utzon-Frank, restaureret i 1935 og flyttet til den vestlige ende af Bedsted, hvor det nu indgår i idrætspladsens anlæg.
4. juni 1848 blev der udkæmpet et slag ved Bedsted mellem Sivkro og Arndrup Mølle.

### Jernbanen
Bedsted var en halvstor landsby med bageri og mejeri, da den fik jernbane. Det første bageri blev opført i 1891, et nyt og større i 1909. En ny 2-klasset skole blev oprettet i 1902.
Bedsted fik station på den smalsporede jernbane Aabenraa-Løgumkloster (1901–26), drevet af Kleinbahnen des Kreises Apenrade. Byens kro blev flyttet, så den også kunne fungere som stationsbygning i overensstemmelse med det tyske kredsbanekoncept. Amtsbanetogene kørte kun 30 km/t, og banen tog en stor omvej mod nordøst, krydsede den østjyske længdebane i Hovslund Stationsby, passerede Knivsbjerg, gik i en stor bue ud på Løjt Land og kom ind i Aabenraa fra øst! Så der var 41,3 km med toget til Aabenraa, ca. det dobbelte af den direkte vej.
Amtsbanen blev i 1927 afløst af en ny normalsporet statsbane, Rødekro-Løgumkloster-Bredebro Jernbane eller Klosterbanen, hvor togene kørte 70 km/t. Bedsted fik nu en mere direkte forbindelse med Aabenraa via Rødekro-Aabenraa banen. Klosterbanen fik dog en kort levetid på knap 9 år og blev nedlagt i 1936.
Statsbanestationen, tegnet af DSB's overarkitekt K.T. Seest, er bevaret på Søndervænget 10.

### Genforeningen
Ved afstemningen i 1920 var der i Bedsted Sogn 268 danske stemmer og 91 tyske. Der var tysk skole i Bedsted 1925-74, og i 1930 blev der startet en tysk kvindeforening.
28. juni 1920 kom Bedsted Sogn under Lø Herreds retskreds med tingsted i Løgumkloster. Baneselskabet skiftede navn til Aabenraa Amts Jernbaner, og stationen måtte skifte navn, fordi der i forvejen var en Bedsted Station på Thybanen. Den i Thy kom til at hedde Bedsted Thy Station. Det hedder den stadig, og Bedsted (Thy) har postadressen 7755 Bedsted Thy.
Bedsted i Sønderjylland fik fra 24. september 1920 navnet Bedsted Lø (efter herredet). Postadressen 6252 Bedsted Lø forsvandt først i 1981, og Bedsted hører nu under Løgumklosters postnummer 6240. Stationen skiftede navn til Bedsted Løgum 1. juli 1922, og det navn havde den også i Klosterbanens tid. Amtsbanestationen i Gravlund vest for Bedsted måtte tilsvarende skifte navn til Sønder Gravlund for at undgå forveksling med Gravlund på Varde-Grindsted Jernbane.

### Mejeriet
Mejeriet, der var startet som privat i 1901, blev efter flere ejerskifter omdannet til Bedsted Lø Andelsmejeri i 1941. I 1950'erne og 1960'erne blev det udvidet tre gange i forbindelse med at man fik opbygget en eksport af Bedsted Lø Havarti oste til Vesttyskland. Fjerde gang det ville have været nødvendigt at udvide, valgte man i stedet at lægge mejeriet sammen med Hellevad og Omegns Andelsmejeri, og mejeriet i Bedsted blev nedlagt 1. oktober 1970.

### Kommunen
Bedsted sognekommune i Aabenraa Amt (fra 1932 Aabenraa Amtsrådskreds) indgik ved kommunalreformen i 1970 i
Løgumkloster Kommune i Sønderjyllands Amt. Den indgik ved Kommunalreformen i 2007 i Tønder Kommune.

## Kendte personer fra Bedsted
- Nikolaj Brorson var præst i Bedsted Kirke 1716-35. Han var storebror til salmedigteren Hans Adolph Brorson og biskop Broder Brorson. Han prædikede for Christian 6. på Koldinghus i 1734, og året efter blev han slotspræst i Frederiksborg. I Bedsted Kirke er der en statue af ham i træ, udført af Frederik Grube fra Tinglev og afsløret i 2000.
- Christian Benedictsen Kjær, gårdejer i Bedsted, senere indremissionær i København. Startede Kristeligt Dagblad 1. oktober 1896.